# Tyranni
Ordet tyranni er afledt af tyran, som stammer fra oldgræsk (τύραννος tyrannos) og betyder "enehersker".

## Antikkens Grækenland
Begrebet "tyran" betegnede i oldtidens Grækenland en militær leder, som vandt politisk magt ved at kanalisere folkets misnøje med overklassen. Fra omkring 650 f.Kr dukkede sådanne ledere op i en række græske bystater, og bidrog ofte til at fremskynde en demokratisk udvikling. Mellem 632 og 624 f.Kr organiserede den olympiske sejrherre Kylon et kup, for at etablere sig som tyran i Athen. Det lykkedes ham at indtage Akropolis, men hans brug af lejesoldater fra nabobyen Megara vakte athenernes skepsis, og snart blev kupmagerne belejret og tvunget på flugt af athenerne. 
Peisistratiderne sad med magten i Athen frem til 510 f.Kr. Peisistratos fremskyndede centraliseringen af Attika, og bidrog dermed til, at Athen gradvis blev en af landets mægtigste bystater. Han indførte ordningen med lokale domstole, der styrkede den lokale ledelse, og svækkede de aristokratiske familiers kontrol. Ligeledes fik man en direkte beskatning af overklassen. Under tyranniet blev bystaten i mindre grad præget af de voldsomme fejder mellem landejende adelsfamilier. For første gang fik underklassen ret til fuldt byborgerskab. Senere forsøg på at undergrave denne ret bidrog til de konservatives nederlag i striden mellem Isagoras og Kleisthenes. Men i løbet af 400-tallet f.Kr fik "tyranni" en negativ klang for den athenske befolkning. Man begyndte at dyrke en forestilling om, at det var tyrannernes fald, der havde åbnet vejen for demokratiet. Sejren over tyranniet udtrykkes i historien om de to aristokratiske elskere, Harmodios og Aristogeiton, som dræbte peisistratiden Hipparkhos. Historien findes hos både Herodot og Thukydid. 
I mange græske poleis (bystater) opstod der tyranni efter aristokratiets fald (i den arkaiske periode), og tyranniet blev igen (oftest efter højst et par generationer) erstattet af oligarki eller demokrati. Nogle af antikkens kendteste tyranner var Peisistratos, tyran i Athen fra 546 til sin død i 528 f.Kr., og hans sønner Hippias og Hipparchos, som var tyranner fra faderens død til tyranniets afskaffelse i 510 f.Kr. (Hipparchos blev dog dræbt allerede i 514 f.Kr. af de legendariske tyranmordere Harmodios og Aristogeiton).

## Nuværende betydning
Oprindeligt lå der ikke noget negativt i ordet "tyranni", men eftersom tyrannerne oftest udøvede deres magt på en grusom og despotisk måde, fik ordet efterhånden sin nuværende, negative betydning. F.eks. kalder svenskerne den dag i dag den danske konge Christian 2. for Kristian Tyrann, selv om han hverken var enevældig eller tronraner - dog var han kendt for at være både grusom og despotisk - deraf navnet.